# Schuwalow (Adelsgeschlecht)

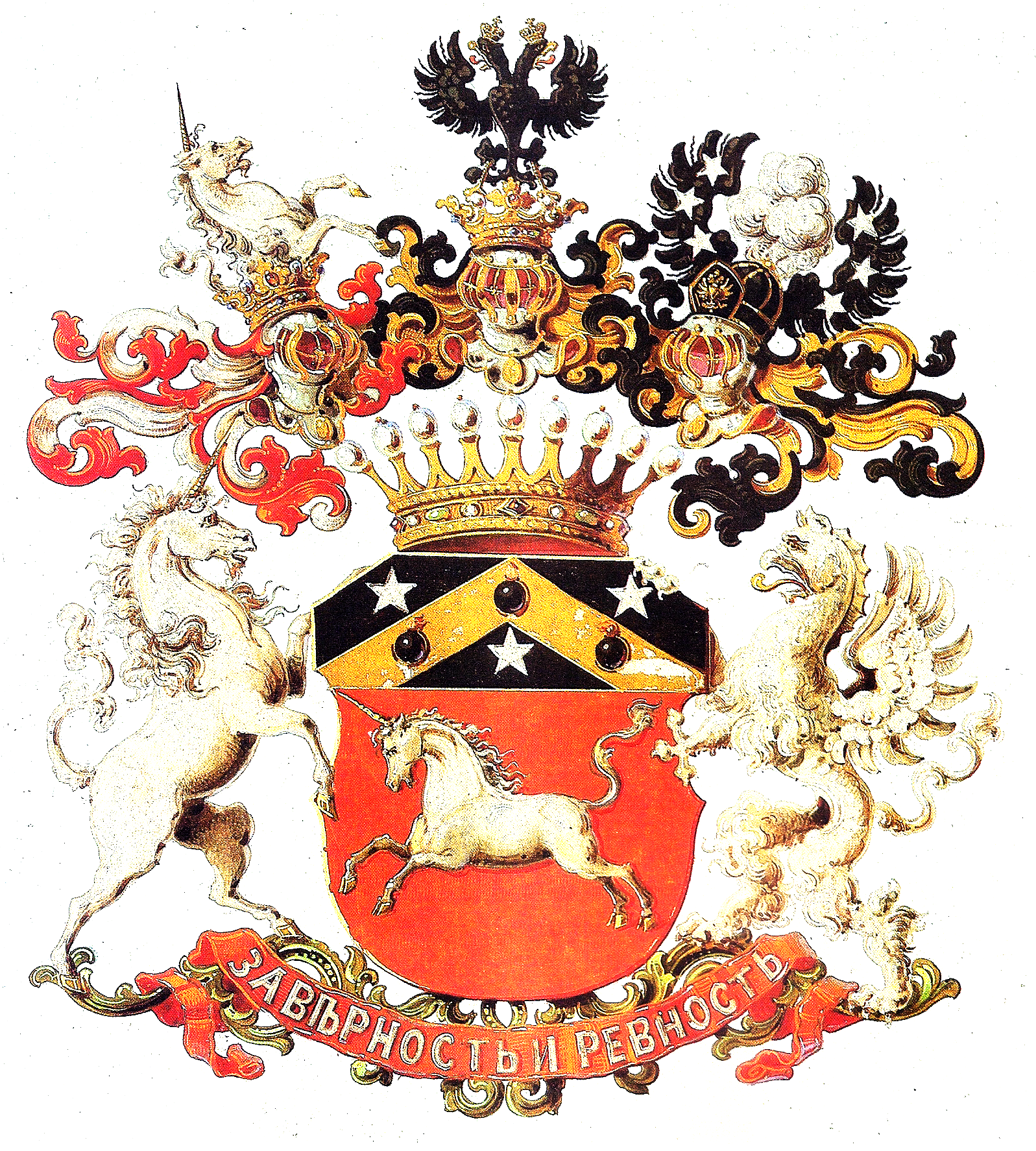
Familienwappen

Schuwalow (russisch Шуваловы) ist der Name eines einflussreichen russischen Adelsgeschlechtes, das seit Mitte des 18. Jahrhunderts zur Elite des Zarenreichs gehörte. 

## Geschichte

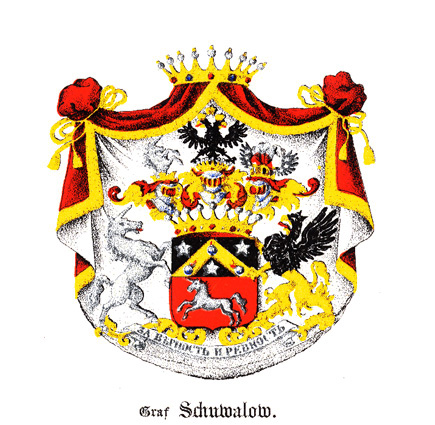
Wappenvariante mit Mantel

Die Familie geht auf den russischen Landbesitzer Dimitri Schuwalow zurück, der in der zweiten Hälfte des 17. Jahrhunderts lebte. General Iwan Maximowitsch Schuwalow der Ältere, der in der Gunst des russischen Zaren Peter I. stand, befehligte die Festungen Wyborg und Archangelsk und hinterließ die Söhne Alexander und Pjotr. Alexander Iwanowitsch Schuwalow gehörte zu dem kleinen Kreis, der die spätere Zarin Elisabeth Petrowna in ihrem Exil begleitete. Er war Mitglied der Garde und am Staatsstreich von 1741 aktiv beteiligt. 1741 wurde er zum Kammerherrn und 1746 zum Grafen erhoben. 
Pjotr Iwanowitsch Schuwalow diente bereits bei der Krönung Elisabeths im April 1742 als Kammerherrn und Senator. 1744 erfolgte seine Beförderung zum Generalleutnant und 1746 seine Erhebung in den Grafenstand. Kurz vor seinem Tod ernannte ihn Zar Peter III. 1762 zum Generalfeldmarschall. Sein Sohn Andrei Petrowitsch Schuwalow war Schriftsteller und Dichter. 1833 wurde er als Besitzer der Landgütern Ruhenthal und Nerft in die kurländische Adelsmatrikel aufgenommen. Er starb als Ritter des St.-Andreas-Ordens und Mitglied des Reichsrates. 
Pawel Andrejewitsch Schuwalow wurde 1800 General und drei Jahre später Kommandant des Kürassierregiments. Im Vierten Koalitionskrieg 1806/07 befehligte er die 9. Division unter General Pjotr Kirillowitsch Essen. 1809 zeichnete er sich im finnländischen Krieg als Befehlshaber eines Korps gegen Schweden aus. Als Generaladjutanten des Zaren Alexander I. übernahm er zwischen 1809 und 1811 die Funktion mehrere diplomatische Missionen nach Wien. Während Napoleons Russlandfeldzug 1812 befehligte er anfangs das 4. Korps der 1. westlichen Armee, musste den Posten aus Gesundheitsgründen aber aufgeben. 
Andrej Petrowitsch Schuwalow (1802–1873), mit der Witwe des Platon Subows verheiratet, wurde Geheimrat und Oberhofmarschall und 1851 in die Estländische Adelsmatrikel aufgenommen. 1859 Reichsrat und 1868 Oberkammerherr geworden, legte er seine Ämter nieder und starb als Adelsmarschall des Gouvernement Sankt Petersburg. Pjotr Andrejewitsch Schuwalow war Diplomat und mit der Witwe des Grafen Orlow verheiratet. Er zeichnete sich als Militärbevollmächtigter und Gouverneur aus. 1874 übernahm er den Posten des russischen Botschafters in London und 1879 in Berlin. 1875 wurde er in Livländische Adelsmatrikel aufgenommen.

## Wappen

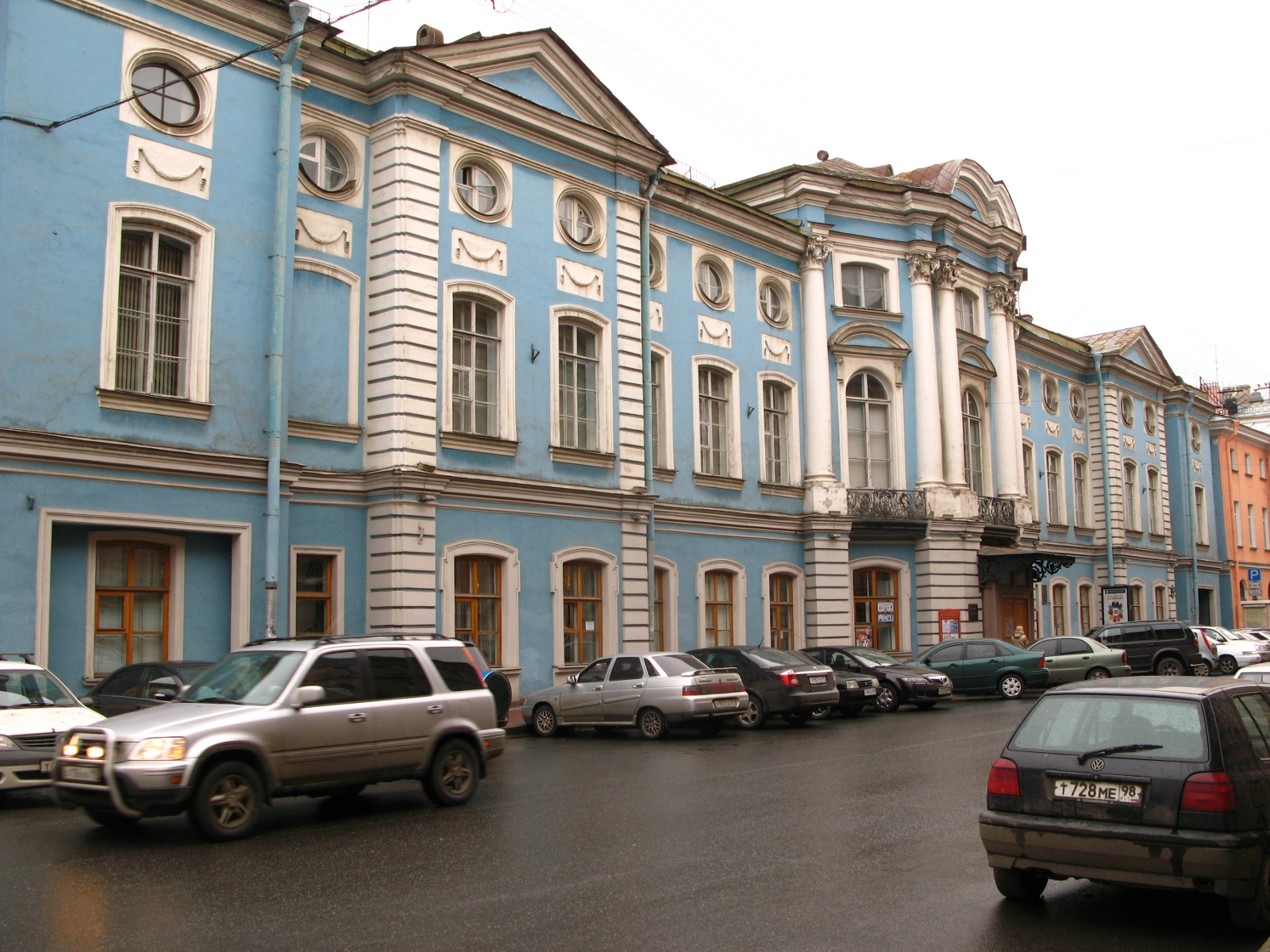
Palais Schuwalow in Sankt Petersburg

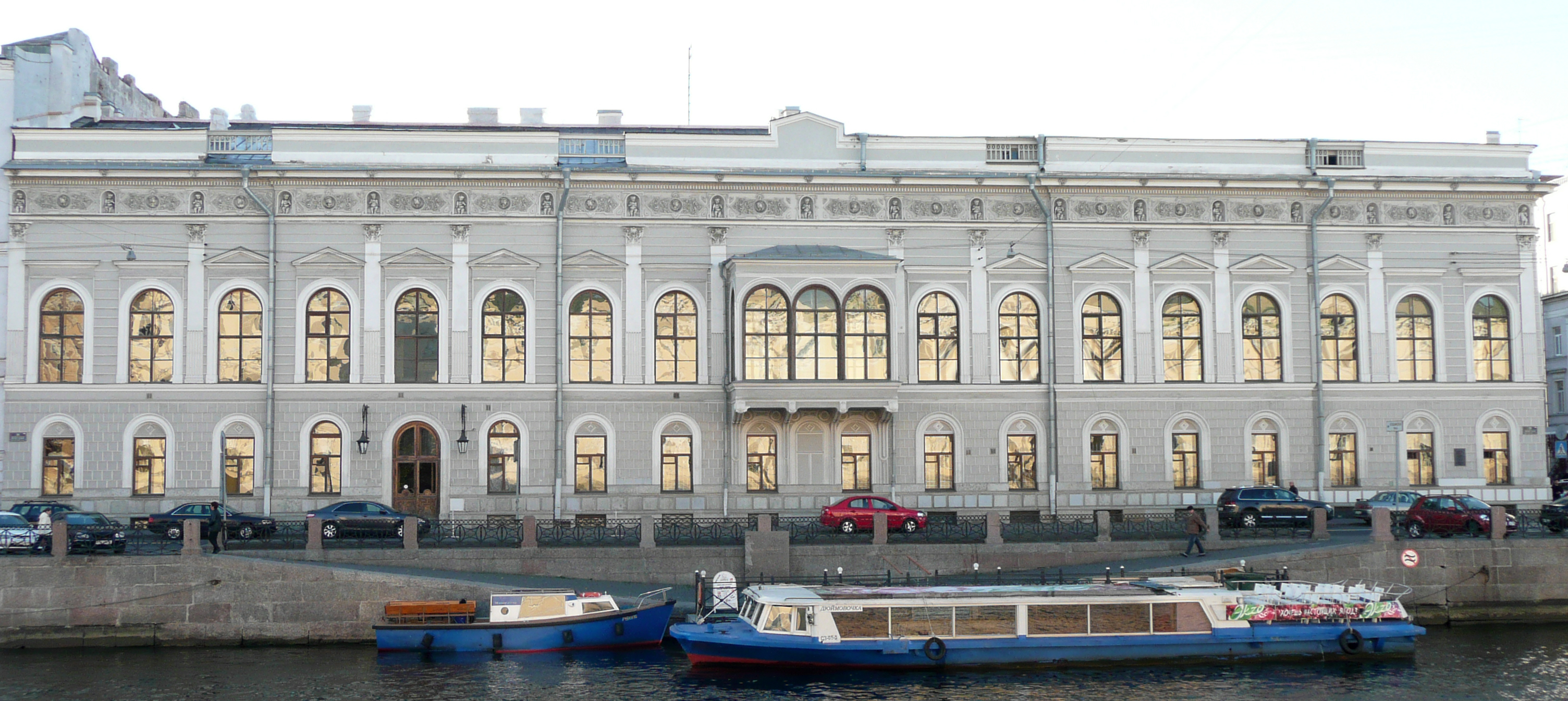
Palais Naryschkin-Schuwalow in Sankt Petersburg

Gräfliches Wappen: „Rotes Schild mit schwarzem Schildhaupt, darin ein mit drei schwarzen brennenden Granaten belegter goldener Sparren, begleitet von drei fünfstrahligen silbernen Sternen. Unten in Rot ein laufendes silbernes Einhorn.“

## Angehörige
- Alexander Iwanowitsch Schuwalow (1710–1770), russischer Generalfeldmarschall
- Andrei Petrowitsch Schuwalow (1742–1789), russischer Politiker, Geheimrat und Staatsbankdirektor
- Iwan Iwanowitsch Schuwalow (1727–1797), russischer Graf und Universitätsgründer
- Paul Andrejewitsch Schuwalow (1830–1908), russischer Diplomat und Militär
- Pawel Andrejewitsch Schuwalow (1776–1823), russischer General und Diplomat
- Pjotr Andrejewitsch Schuwalow (1827–1889), russischer Staatsmann und Diplomat
- Pjotr Iwanowitsch Schuwalow (1710–1762), russischer Staatsmann und Generalfeldmarschall